# Жуков Євгеній Олександрович
Євге́ній («Маршал») Олекса́ндрович Жу́ков (15 липня 1986, Коломия, Івано-Франківська область) — український військовик, десантник, поліцейський, начальник Департаменту патрульної поліції Національної поліції України (з вересня 2015), генерал поліції 3-го рангу. У минулому — командир окремої розвідувальної десантної роти 79 ОАЕМБр, заступник командира батальйону 79 ОАЕМБр, учасник війни на сході України, «кіборг», позивний «Маршал».

## Життєпис
Народився у Коломиї на Івано-Франківщині в сім'ї військового льотчика. Навчався у місцевому ліцеї № 8. Стати військовим десантником мріяв ще змалку. Перший стрибок з парашутом зробив ще у 14 років.
Закінчив Одеський інститут сухопутних військ, де навчався на факультеті аеромобільних військ. З 2007 року служив у 79-й окремій аеромобільній бригаді (м. Миколаїв) на посадах від командира взводу до заступника командира батальйону:
- командир 3 взводу 2 роти 1 аеромобільного батальйону — 2007—2009
- командир 1 розвідувального взводу, розвідувальної десантної роти — 2009—2011
- заступник командира розвідувальної десантної роти — 2011—2014
- командир розвідувальної десантної роти — 2014—2015
- заступник командира 2 десантно-штурмового батальйону — 2015…

1 березня 2014 року особовий склад розвідувальної десантної роти висунувся в напрямку району Чонгар. У березні-квітні та травні підрозділ виконував різноманітні бойові завдання у різних районах на півдні та сході України.
1 червня брав участь у штурмі населеного пункту Красний Лиман. Після — Сонцеве, Амвросіївка, Савур-Могила, Дякове, Бірюкове, Бобрикове, Червонопартизанськ, Свердловськ, Довжанський, Зеленопілля, Краснодон, Ізварине.
6 серпня 2014 року дістав вогневе осколкове поранення в обличчя під час рейду, 9 серпня з лицевої кістки був усунутий осколок методом хірургічного втручання. На початку вересня висунувся зі своїм підрозділом у м. Краматорськ.
Під особистим керівництвом Євгенія Жукова зведений підрозділ у період з 12 по 18 жовтня та з 15 по 29 листопада 2014 року утримував аеропорт «Донецьк». Завдяки високому рівню професійної підготовки офіцера та вмілому керівництву підлеглим особовим складом, попри численні атаки терористів та обстріли території аеропорту ворожою артилерією та танками, групі вдалося утримати позиції та завдати відчутних втрат живій силі противника.
У вересні 2015 року призначений заступником начальника департаменту патрульної служби Міністерства внутрішніх справ України. Отримав особистий жетон під номером 00079 — на знак шани 79 ОАЕМБр.
11 листопада отримав спеціальне звання підполковник поліції та був призначений на посаду начальника департаменту патрульної поліції Національної поліції України.
У листопаді 2019 року разом з кількома опозиційними нардепами став на захист групи військовослужбовців ГУРСМЗ Міноборони на чолі з генералом Дмитром Марченком, обвинувачених у закупівлі неякісних бронежилетів та відправлених судом під арешт, взявши на поруки першого заступника начальника Головного управління розвитку та супроводу матеріального забезпечення Збройних сил України Сергія Почтаренка.
З 24 лютого 2022 року «Маршал» бере участь у визволенні України від російських загарбників у складі батальону.
24 серпня 2023 року присвоєно звання генерала поліції третього рангу.

## Особисте життя
Одружений. Виховує двох синів — Станіслава і Гліба.

## Цікаві факти
Автор фрази «Потому, шо получили пи*ды!», яка стала крилатою[джерело?]. Так він коментував поразку російських військ на півночі України.
Євгеній вчився на одному потоці з керівником ГУР Кирилом Будановим.

## Нагороди
- Орден Богдана Хмельницького III ступеня (4 грудня 2014) — за особисту мужність і героїзм, виявлені у захисті державного суверенітету та територіальної цілісності України, вірність військовій присязі, високий професіоналізм та з нагоди Дня Збройних Сил України[10]
- Орден «Народний Герой України» (19 вересня 2015)[11]